# Packard Twelve
Packard Twelve era el nombre de una gama de automóviles de lujo con motor V12 construidos por la Packard Motor Car Company de Detroit (Míchigan). El automóvil se fabricó desde el año modelo de 1916 hasta 1923, y luego se recuperó el nombre de 1933 a 1939. Como una señal de los tiempos cambiantes, la mayoría de los Packard Twelve de segunda generación recibieron la carrocería estándar, dado que las carrocerías personalizadas habían perdido gradualmente el favor de los clientes. Muchos de los coches personalizados eran en realidad solo "semi-personalizados", y la compañía Dietrich ensamblaba carrocerías fabricadas por Packard con algunos toques especiales. El motor de primera generación se modificó para su uso militar y se convirtió en el Packard 1A-2500, que comenzó a emplearse en 1924.

## Historia
Packard presentó el Twin Six para mantener una línea de automóviles que pudiera competir con los Marmon, Pierce-Arrow, Rolls-Royce, Renault y otras marcas de lujo. Cadillac y Lincoln comenzaron a ofrecer grandes productos de lujo a fines de la década de 1910.
Los motores de gran cilindrada proporcionaban la potencia y el par motor que querían sus clientes y, debido a la baja calidad del combustible  en ese momento y las bajas relaciones de compresión, 50 CV eran más que suficientes. Se estima que la clasificación equivalente de la primera gasolina disponible variaba de 40 a 60 octanos y que la de "alta calidad", a veces denominada de "grado de combate", probablemente tenía un promedio de 50 a 65 octanos.

### Primera generación

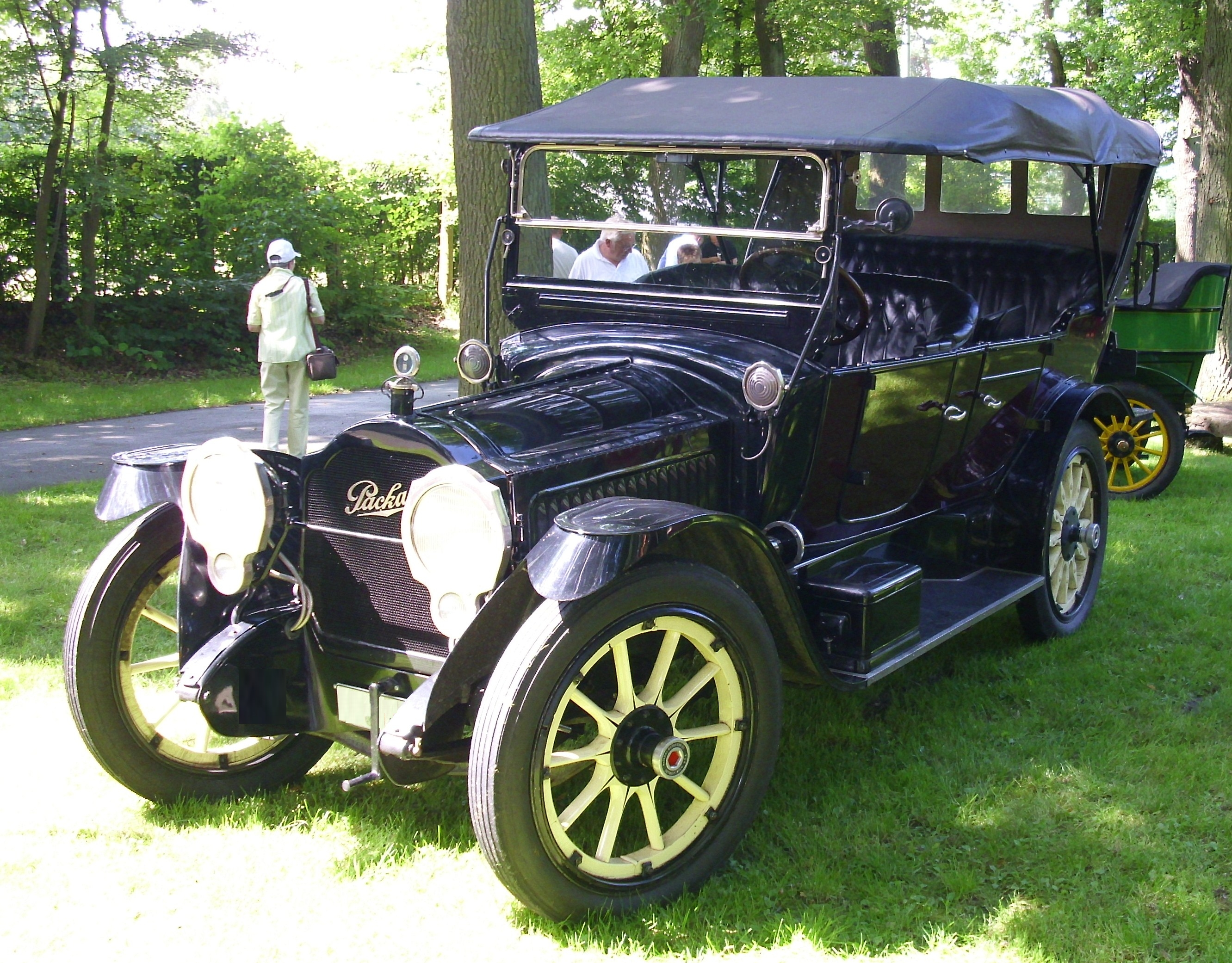
Packard Twin Six Model 1-35 Touring Sedán de 1916

La compañía produjo un modelo con un motor de 12 cilindros en 1916, llamado el Packard Twin Six (1-25, 1-35) que significa dos distancias entre ejes diferentes de 125 plg (3175,0 mm) y de 135 plg (3429,0 mm), y fue durante cuatro años el único producto vendido hasta que el sencillo Six regresó en 1921. El esquema de pintura estándar para los coches abiertos, sedán de turismo, faetones y runabout era azul Packard con franjas de color amarillo crema en la carrocería y en los paneles de las puertas, con negro en los bajos, el radiador, los guardabarros, el chasis y el tren de rodaje sin franjas. Las ruedas estaban pintadas de amarillo crema con rayas negras. Las opciones de carrocería cerrada se pintaron de manera similar, sin las ruedas pintadas de amarillo crema. Los detalles brillantes del interior estaban niquelados, e incluía como equipo estándar un velocímetro Warner y un reloj Waltham entre otros artículos. Opcionalmente, la elección de colores interiores y exteriores era prácticamente ilimitada para adaptarse a las preferencias de los clientes.
Diez estilos de carrocería diferentes estaban disponibles en cualquiera de las distancias entre ejes, mientras que los estilos de carrocería cupé y runabout solo se ofrecían en la distancia entre ejes de 125". El motor era un diseño de válvulas laterales con la V a 60 grados que desplazaba 424,1 plg³ (6950 cm³) y producía 88 HP (66 kW) a 2600 rpm. Las culatas desmontables y los radiadores más grandes llegaron en 1916, y la palanca de cambio y el freno centrales en 1917.
La gama constaba de tres series, construidas desde mayo de 1915 hasta junio de 1923. Estuvo disponible con una distancia entre ejes más corta desde 1915 hasta mayo de 1919. Desde 1915 hasta 1920, el Twin Six fue la única oferta de Packard. La producción fue de 30.941 automóviles. Los precios comenzaron en 3.050 dólares (85 400 $ en 2023)) y alcanzaban un máximo de 5.150 dólares (144 200 $ en 2023) para la limusina imperial.
- Primera serie (mayo de 1915 hasta agosto de 1916)

Packard Twin Six 1-25; distancia entre ejes 125". Motor sin culata desmontable
Packard Twin Six 1-35; distancia entre ejes 135". Motor sin culata desmontable
- Segunda serie (agosto de 1916 hasta agosto de 1917)

Packard Twin Six 2-25; distancia entre ejes 126½". Motor con culata desmontable
Packard Twin Six 2-35; distancia entre ejes 136". Motor con culata desmontable
- Tercera serie (agosto de 1917 hasta junio de 1923. Modelo 3-25 hasta finales de mayo de 1919)

Packard Twin Six 3-25; distancia entre ejes 126½". Cofre cónico, carrocería recta, palancas de cambio y freno centrales
Packard Twin Six 3-35; distancia entre ejes 136". Cofre cónico, carrocería recta, palancas de cambio y freno centrales

### Segunda generación

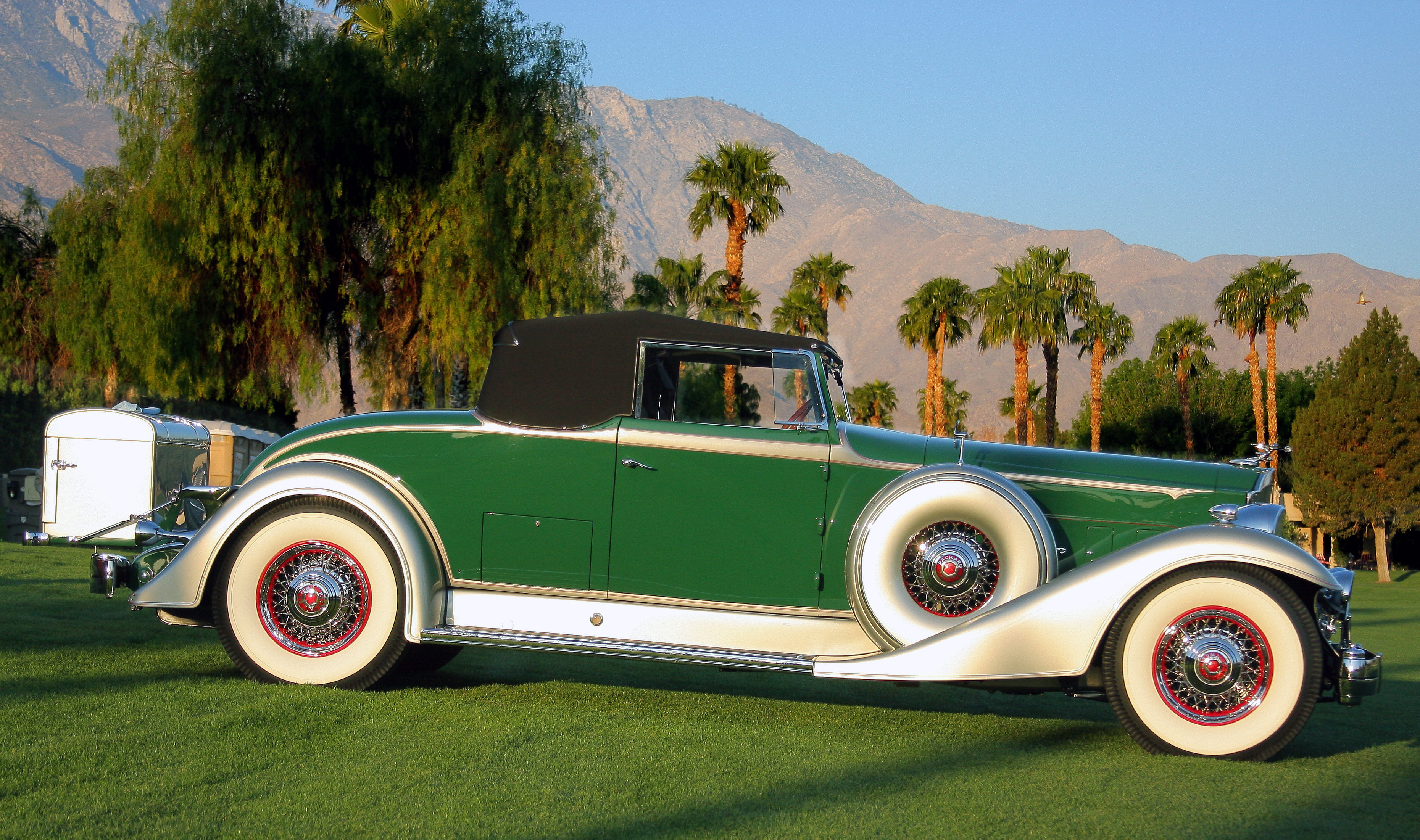
Packard Tenth Series Twelve (1005) Convertible Cupé de 1933

Para 1933, Packard reintrodujo un motor de doce cilindros, inicialmente llamado "Twin Six", cuyo nombre luego se cambió a "Packard Twelve" para alinearlo con el resto de la línea Packard. Esta era la Serie 10 y se ofrecían dos modelos: el 1005 y el 1006, que tenían distancias entre ejes de 142 plg (3606,80 mm) y de 147 plg (3733,80 mm). El bastidor de doble caída del Twin Six fue reemplazado por un diseño cónico. Los convertibles y roadster utilizaron carrocerías sobrantes de la novena serie con un radiador más pequeño que los modelos completamente nuevos de la décima serie.
El motor V12 del Twin Six se mantuvo sin cambios importantes. Los bloques de cilindros estaban situados con un ángulo de 67 grados, con un diámetro y carrera de 3+7/16 y 4 plg (87,3 y 101,6 mm) respectivamente. El resultado fue una cilindrada de 445,5 plg³ (7300 cm³) y una potencia máxima de 160 HP (119 kW) a 3200 rpm. Se mejoró el sistema de refrigeración y se introdujo un nuevo carburador Bendix-Stromberg EE-3 con estrangulador automático, aumentando un poco la potencia. Un embrague de placa seca simple reemplazó al modelo anterior de placa doble, combinado con una transmisión manual de tres velocidades con la palanca de cambio en el piso y un nuevo eje de transmisión de una pieza. Los frenos mecánicos existentes también se adoptaron para los Twelve.
La distancia entre ejes más corta (Modelo 1005) estaba disponible con al menos diez estilos diferentes de carrocería, que iban desde el Cupé Roadster de dos asientos hasta el Formal Sedán de cinco asientos. Las carrocerías estándar para el Modelo 1006 de batalla larga eran Sedán y Sedán Limusina (ambos de cinco o siete plazas), con una gran cantidad de carrocerías personalizadas también en oferta, construidas principalmente por Dietrich y LeBaron. El Super Eight de chasis largo de base ya no estaba disponible, lo que restringía las carrocerías personalizadas a los nuevos Twelve.

### Cambios año por año
En 1934 se introdujo el modelo de la serie 11, agregando una tercera versión más corta en el chasis de 135 plg (3,43 m) del Super Eight. Un "Aero Sport Coupe" con carrocería propia de Packard y un "Runabout Speedster" con carrocería de LeBaron estaban disponibles con esta distancia entre ejes; solo se fabricaron alrededor de diez ejemplares de estos dos tipos. La apariencia del espectacular Aero Sport Cupé con forma de almendra fue inspirada por el estilista de Packard, Ed Macauley, aunque el trabajo de diseño real fue realizado por el Conde Alexis de Sakhnoffsky en su período como consultor en Packard. Solo se construyeron cuatro Sport Cupé. Este fue el último automóvil en ser "Hecho a la medida por Packard". Los códigos de modelo eran 1106 (corto), 1107 (medio) y 1108 (largo). 960 unidades del Packard Twelve se construyeron en 1934. Este fue también el primer año en que un aparato de radio fue una opción de fábrica.

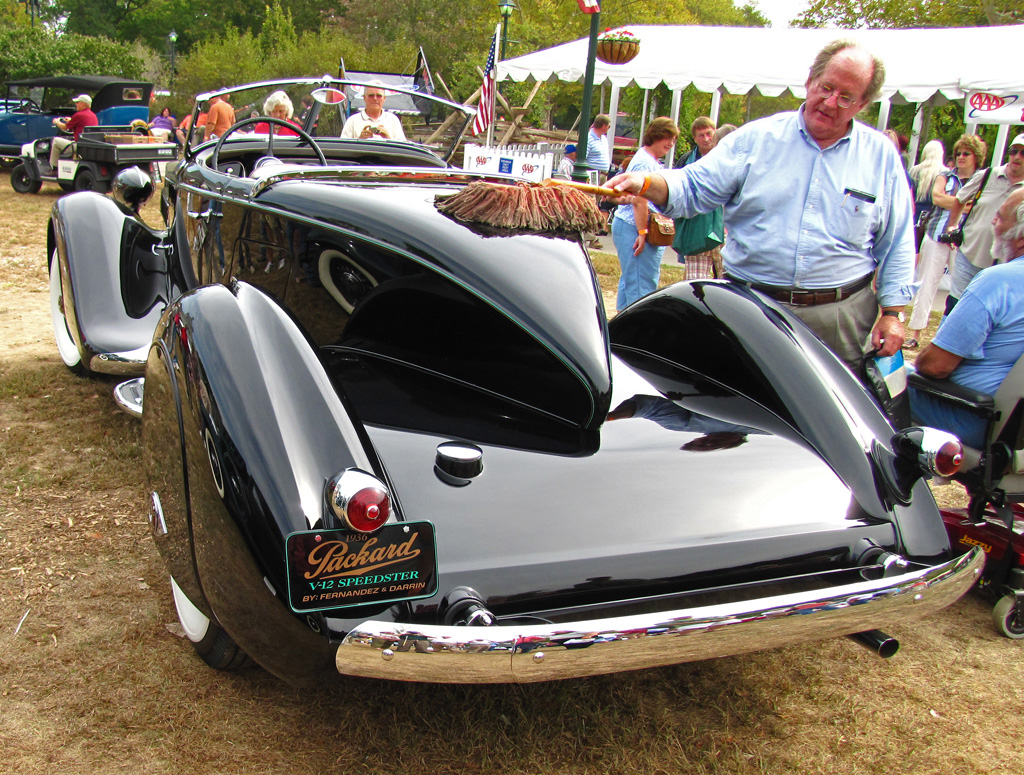
Packard Fourteenth Series Twelve Boattail Speedster de 1936

Para la Serie 12 de 1935, el motor recibió culatas de aluminio y la carrera se alargó un cuarto de pulgada, lo que elevó el desplazamiento a 473,3 plg³ (7756 cm³). La potencia era de 175 HP (130 kW) a 3200 rpm y también estaba disponible una versión de alta compresión con 180 HP (134 kW). La caja de cambios ahora estaba completamente sincronizada y tanto los frenos mecánicos como el embrague eran accionados por sistemas de vacío. Las nuevas distancias entre ejes que se ofrecían eran de 132+1/2 plg (3,37 m), 139+1/4 plg (3,54 m) y 144+1/4 plg (3,66 m). La Serie 14 de 1936 se mantuvo prácticamente sin cambios desde la Serie 12 (no hubo Serie 13 por motivos de carácter supersticioso). Las únicas diferencias fueron un radiador inclinado cinco grados más, se rediseñó el regulador de temperatura del aceite y se suspendió el modelo de distancia entre ejes más corta.
El modelo del año 1937 trajo frenos hidráulicos para la 15.ª Serie del Twelve; que ya habían estado disponibles durante dos años en el Packard One-Twenty. Las puertas de suicidio se cambiaron por unas puertas convencionales con las bisagras frontales. Con 1300 ejemplares construidos, 1937 fue el año más exitoso de los Twelve, con Dietrich ofreciendo seis opciones de carrocerías personalizadas.
La serie 16 de 1938 trajo distancias entre ejes aún más cortas: 127+3/8 plg (3,24 m), 134+3/8 plg (3,41 m) y 139+3/8 plg (3,54 m). El Modelo 1606 más corto usó el chasis Super Eight pero no se incluyó en los folletos de Packard, y no se sabe con seguridad si se construyó alguno. Solo se construyeron 566 unidades del Twelve de la Serie 16, seguidos de 446 unidades de la Serie 17. Los guardabarros tenían un diseño más pesado que en los modelos de años anteriores, mientras que un cambio en la columna del volante se convirtió en una opción junto con la palanca de cambios montada en el centro. Esta forma permaneció en uso para la Serie 17 de 1939, la última de los Packard Twelve. Se construyeron 5262 ejemplares en total, con el sedán superior como All Weather Cabriolet de Brunn & Company por 8.510 dólares (184 202 $ en 2023). Para 1940, el modelo superior de Packard fue el Packard Custom Super Eight.
En octubre de 1935, el presidente estadounidense Franklin D. Roosevelt le entregó a Iósif Stalin un Packard Twelve blindado, que se convirtió en el vehículo automotor favorito del dictador durante muchos años.